# سیم خاردار (فیلم ۱۹۲۷)
سیم خاردار (انگلیسی: Barbed Wire) فیلمی در ژانر رمانتیک به کارگردانی رولند وی. لی و موریتس استیلر است که در سال ۱۹۲۷ منتشر شد. از بازیگران آن می‌توان به پولا نگری و چارلز لین اشاره کرد.